# Lilla Älgberget
Lilla Älgberget este o arie protejată (arie specială de conservare — SAC, sit de importanță comunitară — SCI) din Suedia întinsă pe o suprafață de 5 ha, integral pe uscat.

## Localizare
Centrul sitului Lilla Älgberget este situat la coordonatele 60°10′38″N 15°55′54″E / 60.1771°N 15.9316°E.

## Înființare
Situl Lilla Älgberget a fost declarat sit de importanță comunitară în mai 2001 pentru a proteja un număr necunoscut de specii din flora spontană și fauna sălbatică aflate în arealul zonei. Situl a fost protejat și ca arie specială de conservare în martie 2011.

## Biodiversitate
Situată în ecoregiunea boreală, aria protejată conține 2 habitate naturale: Mlaștini împădurite, Taiga vestică.
La baza desemnării sitului se află un număr nedeclarat de specii protejate.